# Дамір Мемишевич
Дамір Мемишевич (босн. Damir Memišević; нар. 22 січня 1984, Баня-Лука, Югославія) — боснійський футболіст, центральний захисник.

## Життєпис
Вихованець футбольного клубу «Борац» (Баня-Лука). 2002 року за суму 150 тисяч євро перейшов у німецький «Вердер», де грав за юнацьку та другу команди. За три сезони провів 20 матчів у Регіоналлізі «Північ» у складі другої команди «Вердера». 2005 року повернувся до Боснії і протягом півтора сезону виступав у чемпіонаті країни за «Железнічар» (Сараєво).
У 2007 році перейшов у російський «Терек» (Грозний), за сезон зіграв 32 матчі та відзначився двома голи у першому дивізіоні та став срібним призером турніру. Також провів три матчі у Кубку Росії та взяв участь у перемозі на стадії 1/16 фіналу над московським «Спартаком». Після відходу з «Терека» протягом року не грав на професіональному рівні.
З 2009 року знову грав у Боснії — за клуби «Желєзнічар» (Сараєво), «Слобода» (Тузла) та «Лакташі».
2011 року перейшов до казахстанського «Таразу». Дебютний матч у чемпіонаті Казахстану зіграв 6 березня 2011 року проти «Іртиша» і в ньому відзначився автоголом, який став вирішальним у матчі (0:1). 20 квітня 2011 року відзначився першими голами за клуб, зробив «дубль» у кубковому матчі проти «Акжайика» (4:1), а 3 липня 2011 року вперше відзначився голом у чемпіонаті країни у матчі з «Жетису». Усього за сезон зіграв 31 матч (2 голи) у чемпіонаті Казахстану та 3 матчі (2 голи) у Кубку Казахстану.
Після відходу з «Таразу» декілька років не виступав у змаганнях високого рівня. У 2016-2017 роках грав за БСК (Баня-Лука).
З 2018 року працює скаутом клубу «Бораца».
Провів 13 матчів за молодіжну збірну Боснії і Герцеговини, зокрема 10 матчів — у відбірному турнірі молодіжного чемпіонату Європи.